# 张湧
张湧（1965年1月—），山西左云人。中华人民共和国政治人物。

## 生平
1985年12月加入中国共产党。2003年5月，担任宁夏回族自治区交通厅副厅长。2010年1月，担任宁夏回族自治区宁东能源化工基地建设领导小组办公室副主任。2013年，担任宁夏回族自治区宁东能源化工基地党工委常务副书记、管委会副主任。2017年9月11日，因涉嫌严重违纪，接受组织审查。同年11月，立案审查。